# امره كنكور
فهمي امره كُونكور (گُنگور) (بالتركية:Emre Güngör)، من مواليد 1 أغسطس 1984 في إسطنبول في تركيا ، لاعب كرة قدم تركي.
يلعب مع نادي غلطة سراي منذ عام 2008.
بدأ باللعب مع منتخب تركيا لكرة القدم في عام 2008.

## روابط خارجية
- امره كنكور على موقع الاتحاد الأوربي (الإنجليزية)
- امره كنكور على موقع اتحاد تركيا (لاعب) (الإنجليزية)
- امره كنكور على موقع قاعدة بيانات كرة القدم.إي يو (الإنجليزية)
- امره كنكور على موقع ناشيونال فوتبول تيمز (الإنجليزية)
- امره كنكور على موقع Soccerbase.com (لاعب) (الإنجليزية)
- امره كنكور على موقع Soccerway.com (الإنجليزية)
- امره كنكور على موقع عالم كرة القدم.نت (الإنجليزية)